# Benny Kohlberg
Benny Tord Kohlberg  (Arvika, 17 april 1954) is een Zweeds langlaufer. 

## Carrière
Kohlberg behaalde tijdens de Olympische Winterspelen  1984 in het Joegoslavische Sarajevo de gouden medaille in de estafette. Individueel was zijn beste prestatie in de wereldbeker een derde plaat op de 15 kilometer in Le Brassus op 16 januari 1982. 

## Resultaten

### Olympische Winterspelen
| Jaar | Plaats      | Resultaten                               |
| ---- | ----------- | ---------------------------------------- |
| 1980 | Lake Placid | 17e 15 km 13e 30 km 5e 4x10 km estafette |
| 1984 | Sarajevo    | 19e 15 km · 4x10 km estafette            |

### Wereldkampioenschappen langlaufen
| Jaar | Plaats      | Resultaten                               |
| ---- | ----------- | ---------------------------------------- |
| 1980 | Lake Placid | 17e 15 km 13e 30 km 5e 4x10 km estafette |